# Attaque d'Intangom
Insurrection djihadiste au Burkina Faso
Batailles
- Samorogouan
- Intangom
- Nassoumbou
- Ariel
- 1re Inata
- Loroni
- Gorom-Gorom
- Koutougou
- Arbinda
- Hallalé
- Markoye
- Dounkoun
- Boukouma
- 2e Inata
- Titao
- Opération Laabingol
- Namissiguima
- Madjoari
- Bourzanga
- Seytenga
- Gaskindé
- Tin-Ediar
- Tin-Akoff
- Aoréma
- Ougarou
- Namsiguia
- Noaka
- Koumbri
- Djibo
- Tawori
- Mansila
- Nassougou

Massacres
- Yirgou
- Solhan
- Karma
- Komsilga, Nodin et Soroe
- Bibgou et Soualimou
- Barsalogho

Attentats
- 1er Ouagadougou
- 2e Ouagadougou
- 3e Ouagadougou

L'attaque d'Intangom a lieu le 12 octobre 2016 lors de l'insurrection djihadiste au Burkina Faso.

## Prélude
Le village d'Intangom, situé à cinq kilomètres de la frontière avec le Mali, et à 20 kilomètres de celle avec le Niger, avait déjà connu une attaque le 31 mai 2016. Non revendiquée, elle avait coûtée la vie à trois policiers. L'armée avait alors envoyé en juin un renfort d'une vingtaine de soldats à Intangom,,.

## Déroulement
Le 12 octobre 2016, un petit groupe d'au moins six hommes armés attaque à 5 heures du matin le poste de l'armée à Intangom. Les assaillants auraient d'abord tiré une roquette sur le bâtiment pour contraindre les soldats à sortir à découvert. Pris par surprise et contraints de sortir précipitamment, ces derniers se retrouvent alors sous le feu des djihadistes. Certains engagent alors le combat, tandis que d'autres prennent la fuite. Les échanges de tirs durent au moins trois heures,,.
Les assaillants s'enfuient alors en direction du Mali en emportant des armes, un lance-roquettes et pick-up de l'armée équipé d'une mitrailleuse, qu'ils abandonneront cependant dans leur fuite,,.
Des renforts venus de Markoye et de Tin-Akoff, situées à une vingtaine de kilomètres d'Intangom, arrivent sur place après les combats.

## Revendication
L'attaque est revendiquée le 14 octobre par l'État islamique,.

## Pertes

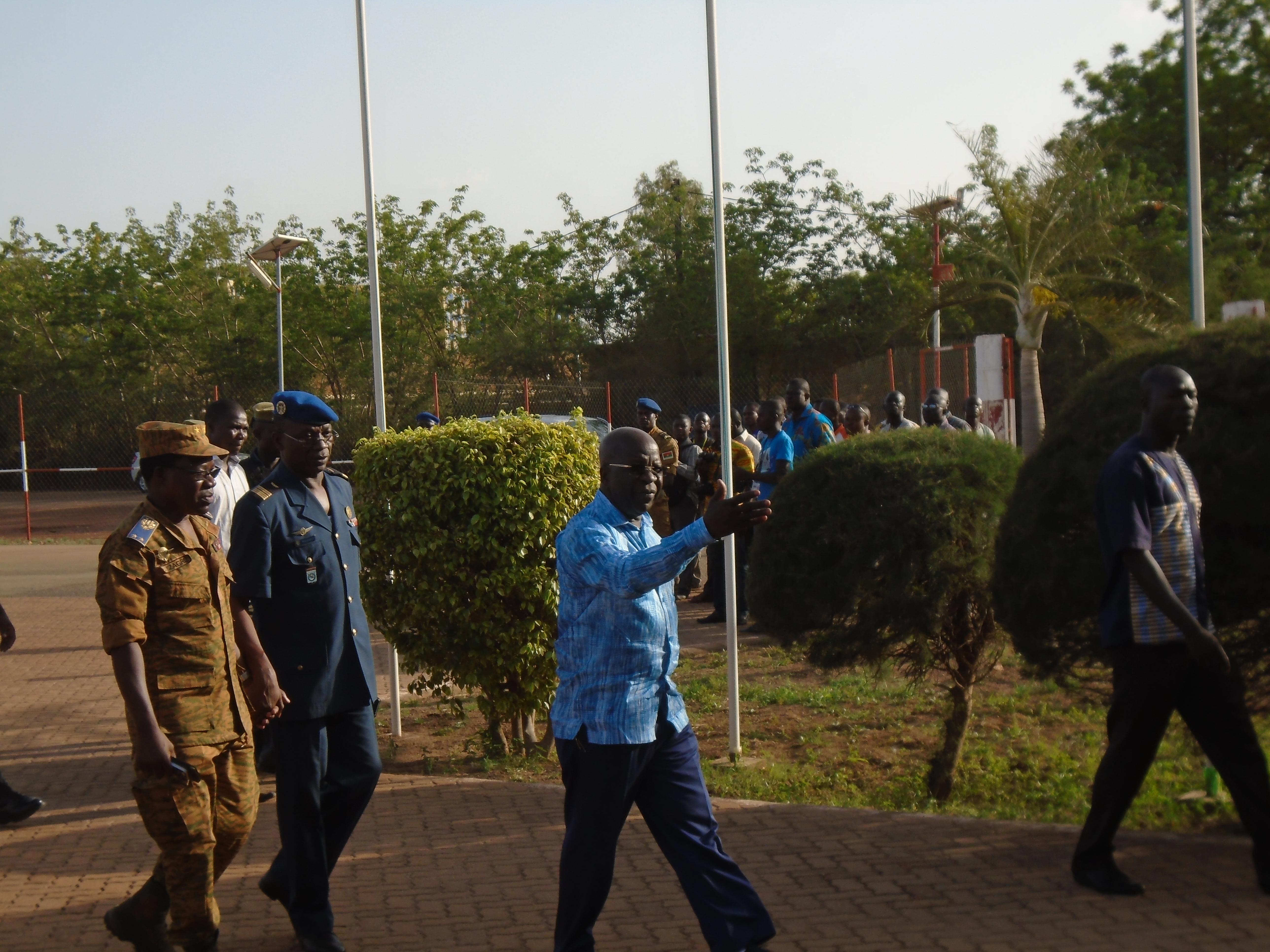
Visite du ministre Simon Compaoré et du général Pingrenoma Zagré après l'attaque du 31 5 2016.

Un premier bilan de l'armée burkinabé fait état de la mort de trois soldats, mais le corps d'un quatrième militaire qui avait fui les combats est retrouvé trois jours plus tard dans les environs d'Intangom,. Tous les tués appartiennent au 11e RIC de Dori. Trois soldats sont également blessés. L'armée affirme dans un premier temps avoir tué deux assaillants, mais les victimes s'avèrent être des civils — un conseiller du village et son fils — qui pourraient avoir été confondus avec des djihadistes,.
En dix-huit mois, Intangom est le septième poste de sécurité attaqué au nord et à l'ouest de pays. Ces attaques, parfois revendiquées par des groupes djihadistes, ont alors fait quinze morts et plus de onze blessés,.